# Vương Giả Vinh Diệu
Vương Giả Vinh Diệu (giản thể: 王者荣耀; phồn thể: 王者榮耀; bính âm: Wángzhě Róngyào, tiếng Anh: Honor of Kings, dịch không chính thức là "King's Glory", hoặc phiên âm khác là Wangzhe Rongyao) là một trò chơi đấu trường trực tuyến nhiều người chơi (MOBA) được phát triển bởi TiMi Studio Group và được phát hành bởi Tencent Games cho iOS, HarmonyOS NEXT và Android.
Trò chơi lần đầu tiên được phát hành tại Trung Quốc đại lục vào ngày 26 tháng 11 năm 2015. Vào tháng 10 năm 2016, một phiên bản chuyển thể quốc tế có tên Arena of Valor đã được phát hành, sử dụng cùng một game engine nhưng thay đổi giao diện người dùng và tướng để phù hợp với thị trường phương Tây. Tính đến tháng 11 năm 2020, Vương Giả Vinh Diệu có hơn 3 triệu người chơi hoạt động hàng ngày, trở thành một trong những trò chơi phổ biến nhất trên thế giới. cũng như trò chơi di động có doanh thu cao nhất mọi thời đại và là một trong những ứng dụng được tải xuống nhiều nhất trên toàn cầu.
Vào tháng 6 năm 2022, Level Infinite, nhà phát hành của Arena of Valor  đã thông báo rằng Vương Giả Vinh Diệu sẽ được phát hành trên toàn cầu thông qua một phiên bản riêng vào cuối năm 2022.
Vào tháng 5 năm 2024, thời điểm ra mắt phiên bản quốc tế trên toàn thế giới đã được công bố vào ngày 20 tháng 6 năm 2024, sau khi phát hành trước tại Brasil và Thổ Nhĩ Kỳ cũng như các quốc gia ở Trung Đông, Bắc Phi, và Cộng đồng các Quốc gia Độc lập. Vương Giả Vinh Diệu là trò chơi di động có doanh thu cao nhất thế giới năm 2024 với tổng doanh thu là 2,6 tỷ đô la.

## Tổng quan
Vương Giả Vinh Diệu là trò chơi đấu trường trận chiến trực tuyến nhiều người chơi (MOBA) có thời gian đấu nhanh (15–20 phút). Người dùng có thể sử dụng tài khoản Tencent QQ hoặc WeChat để trải nghiệm trò chơi. Nếu hai người chơi sử dụng cùng một loại tài khoản trên các nền tảng di động khác nhau (ví dụ: cả hai đều có tài khoản WeChat, nhưng một người chơi sử dụng thiết bị iOS và người kia sử dụng thiết bị Android), thì có thể có nhiều người chơi đa nền tảng và với bản cập nhật mới nhất vào ngày 24 tháng 9 năm 2020, người chơi có thể thêm bạn bè và mời mọi người từ các nền tảng khác nhau vào clan. Người dùng QQ không thể thấy người dùng WeChat đang trực tuyến hoặc cùng tham gia hàng chờ tìm trận, ngay cả khi đang sử dụng cùng một hệ điều hành.
Vào tháng 2 năm 2021, Vương Giả Vinh Diệu là trò chơi di động có thu nhập cao thứ hai trên toàn thế  giới với tổng doanh thu 218,5 triệu USD, tăng  57,2% so với cùng kỳ năm trước (tháng 2 năm 2020). Khoảng 95,6% doanh thu của Vương Giả Vinh Diệu đến từ Trung Quốc, 1,6% từ Thái Lan.

## Lối chơi
Là trò chơi đấu trường chiến đấu trực tuyến nhiều người chơi, trong đó người chơi điều khiển một nhân vật có khả năng độc đáo để tiêu diệt các nhân vật không phải người chơi và đối thủ để kiếm điểm kinh nghiệm và vàng. Với điểm kinh nghiệm, người chơi có thể mở khóa chiêu thức của tướng hoặc tăng cường thêm sức mạnh cho chiêu thức hiện có của họ. Vàng có thể được sử dụng để mua vật phẩm tại cửa hàng nhằm thay đổi các thuộc tính cụ thể của nhân vật tùy thuộc vào vật phẩm đã mua. Cấp cao nhất mà mỗi anh hùng có thể đạt được trong trò chơi là 15. Mỗi lần tăng cấp không chỉ cải thiện giá trị thuộc tính của tướng bạn điều khiển mà còn cung cấp cho bạn điểm kỹ năng để nâng cấp các chiêu thức của mình. Có một tướng tên là "Jiang Ziya" trong trò chơi có thể sử dụng chiêu thức "Fengshen" độc đáo của mình để xóa bỏ giới hạn cấp độ cho bản thân và một tướng khác. Tuy nhiên, sau cấp 15, chỉ có thể cải thiện giá trị thuộc tính của tướng. Vàng có thể được sử dụng để mua các trang bị tại cửa hàng giúp thay đổi duy nhất các thuộc tính cụ thể của tướng.
Để giành chiến thắng, người chơi cần phải phá hủy các công trình phòng thủ của kẻ thù, được gọi là pháo tháp. Chiến thắng đạt được bằng cách phá hủy nhà chính của đối thủ, nằm trong căn cứ của đội đối phương. Cơ chế chơi cụ thể khác nhau tùy thuộc vào chế độ trò chơi được chọn.
Kinh nghiệm và vàng cũng kiếm được qua các trận đấu và áp dụng cho tài khoản người chơi. Tài khoản bắt đầu ở cấp 1, với cấp 30 là cấp tối đa. Khi lên cấp, người dùng sẽ nhận được phần thưởng trong trò chơi. Việc tăng cấp cũng mở khóa một số phép phụ trợ nhất định của người triệu hồi có thể áp dụng cho mọi tướng mà chính người chơi sử dụng. Vàng có thể được sử dụng cho nhiều mục đích khác nhau, chẳng hạn như mua tướng mới.

### Các loại sát thương

#### Sát thương vật lý
Đây là sát thương phổ biến nhất trong trò chơi và xuất hiện với số sát thương màu đỏ. Sát thương vật lý có thể được giảm bởi áo giáp.

#### Sát thương phép
Nó xuất hiện với số sát thương màu tím. Sát thương phép có thể được giảm bớt nhờ khả năng kháng phép

#### Sát thương chí mạng
Nó gây sát thương lớn theo tỷ lệ chí mạng (phần trăm %), có thể là sát thương vật lý, phép hoặc chuẩn.

#### Sát thương chuẩn
Đây là sát thương mạnh nhất, không thể giảm bằng giáp, chỉ có thể giảm bằng các kỹ năng hoặc buff giảm sát thương.

### Các chế độ
Có nhiều chế độ chơi khác nhau, trong đó phần lớn tập trung vào việc mai mối mang tính cạnh tranh. Khi không có kết nối mạng, người chơi có thể lựa chọn chế độ độc lập. Khi có mạng, người chơi có thể chọn nhiều chế độ chiến đấu khác nhau. Người chơi có thể đối đầu với nhau trong các trận đấu PvP (bao gồm 1v1, 3v3, 5v5) hoặc tham gia vào nhiều chế độ PvE khác nhau.
Trong mỗi chế độ PvP, đều có các tùy chọn để chiến đấu với người chơi AI, hay còn gọi là máy. AI có thể được đặt ở các chế độ dễ, thường hoặc khó. Ngoài ra, người chơi có thể mở 'phòng' nơi họ có thể mời một người bạn hoặc ai đó mà họ đã chiến đấu cùng hoặc chống lại gần đây để chiến đấu với họ. Ngoài ra còn có tùy chọn mở 'tạo phòng' để thực hiện trận đấu 5v5 trong đó mọi người được người khác trong phòng mời.

#### Rift of Kings (5v5)
Rift of Kings là chế độ chơi được chơi phổ biến nhất, chế độ này được sử dụng trong các giải đấu KPL, chế độ chơi Xếp hạng sử dụng cùng một bản đồ (xem Xếp hạng bên dưới). Mười người chơi, mỗi người điều khiển một tướng, được chia thành hai đội gồm 5 người đối lập. Các đội bắt đầu ở hai đầu đối lập của bản đồ, với điều kiện chiến thắng là phá hủy các tháp phòng thủ của đối phương để tiếp cận và tiêu diệt nhà chính của đối phương. Để phá hủy nhà chính của đối phương, các đội phải phá hủy các tháp phòng thủ nằm trên 3 tuyến đường: đường trên (clash lane[对抗路]), đường giữa (middle lane[中路]) và đường dưới (farm lame[发育路]) được sử dụng để tiếp cận nhà chính của kẻ thù, nhà chính có thể khôi phục điểm máu chậm nhưng pháo tháp phòng thủ thì không.
Tướng được bảo vệ bởi lính, được gửi định kỳ từ căn cứ của đội. Nếu không có lính bảo vệ, tướng có thể bị pháo tháp tấn công. Pháo tháp ưu tiên lính địch trong phạm vi của chúng, nhưng sẽ ngay lập tức nhắm vào tướng địch nếu chúng tấn công tướng đồng minh trong phạm vi của pháo tháp. Mỗi người chơi có thể tăng cấp tướng của mình và kiếm được vàng bằng cách tiêu diệt lính địch, tướng hoặc sinh vật hoang dã nằm giữa các làn đường, một khu vực hoang dã được gọi là 'rừng' (jungle[野区]).
Một số sinh vật trong khu vực hoang dã cũng có một số lợi ích về hiệu ứng trạng thái nhất định (bùa) giúp tăng thuộc tính cho tướng của chúng. Có 5 loại bùa: xanh, đỏ, bạo chúa, chúa tể và rồng bão tố (mạnh nhất). Ví dụ: bùa xanh được sử dụng để tái tạo hoặc cải thiện năng lượng, một nguồn tài nguyên mà nhiều tướng pháp sư và sát thủ sử dụng. Bùa đỏ được sử dụng để giảm tốc độ di chuyển của kẻ thù, đồng thời nó cũng gây ra một số 'sát thương chuẩn' (tức là không thể bị chặn bởi khiên và điểm phòng thủ), rất hữu ích cho đấu sĩ và xạ thủ. Cả hai loại bùa đều kéo dài trong 80 giây.
Xếp hạng (5v5)
Khi tài khoản của người chơi đạt cấp 6 và sở hữu ít nhất 5 tướng sẽ được tham gia chế độ xếp hạng. Người chơi có thể tham gia đơn hoặc theo nhóm 1, 2, 3 hoặc 5. Nhóm 5 người sẽ chỉ được ghép với các nhóm 5 người khác và điều tương tự cũng áp dụng cho nhóm 3 người. Hệ thống ghép của trò chơi sẽ khớp đồng đội và đối thủ phù hợp theo cấp bậc và tỷ lệ thắng của người chơi.
Có tổng cộng 7 bậc xếp hạng, đó là Tough Bronze, Order of Silver, Glory of Gold, Noble Platinum, Eternal Diamond, Master Star, Super King, Peerless King, King of Glory và Legendary King theo thứ tự tăng dần. Mỗi bậc lớn lại được chia nhỏ thành nhiều bậc nhỏ hơn, được biểu thị bằng các chữ số La Mã tương ứng theo thứ tự giảm dần. Ở hạng Đồng và Bạc, mỗi hạng có 3 hạng nhỏ hơn (gọi là Đồng III – I và Bạc III – I);  hạng Vàng và Bạch kim có 4 hạng nhỏ hơn (được gọi là Vàng IV – I và Bạch kim IV – I);  các bậc Kim cương và Bậc thầy có 5 bậc nhỏ hơn (được gọi là Bậc kim cương V – I và Bậc thầy V – I);  và hạng Vua sử dụng hệ thống sao để xác định thứ hạng. Nếu người chơi hạng Vua đạt tới 25/50/100 sao, họ sẽ tự động được thăng cấp lên Vua vô song/Vua vinh quang/Vua huyền thoại. Vua huyền thoại là cấp độ cao nhất mà người chơi có thể đạt tới.
Trong mỗi trận đấu xếp hạng, số sao có thể được tăng hoặc giảm tùy thuộc vào kết quả của trận đấu. Thắng trận đấu sẽ cấp cho người chơi 1 sao, còn thua sẽ bị trừ 1 sao. Có 3 sao ở hạng Đồng và Bạc, 4 sao ở hạng Vàng và Bạch kim và 5 sao ở hạng Kim cương và Bậc thầy ở mỗi cấp nhỏ hơn. Nếu người chơi thắng một trận đấu và đạt tối đa số sao của mình, họ sẽ được thăng cấp nhỏ hơn/lớn hơn tiếp theo, thua mà không có sao ở bậc nhỏ sẽ bị trừ nhiều sao hơn.

### Top Match
Chế độ này có đầy đủ các người chơi có kỹ thuật cao vì họ cần tăng thứ hạng của mình lên trên bậc 'Super King' để tham gia. Top Match không được phép gộp nhóm với những người chơi khác trong toàn bộ trò chơi, biệt danh của người chơi sẽ bị vô hiệu hóa và thay thế bằng 'Top Player' từ 1 đến 10.

### Xếp hạng theo mùa, hệ thống điểm danh dự và Eagle-Eye Players
Hệ thống Điểm Danh dự giới thiệu một phương pháp phụ cho các ngôi sao: Điểm có thể kiếm được trong mỗi trận đấu nếu xếp hạng không bị ngắt kết nối giữa các trận đấu và các trận đấu khác. Nếu tích đủ điểm, điểm sẽ tự động được dùng để ngăn chặn việc trừ sao một lần, điểm sẽ trở về 0 sau khi bảo vệ sao. Trong các trường hợp khác, người chơi có thể được thăng cấp thành 'Eagle-Eye Player' (Kiểm tra hiệu suất trong trò chơi của người chơi khác và đưa ra hình phạt) bằng cách đạt tối đa điểm trong hệ thống Danh dự và thực hiện một số nhiệm vụ.
Thứ hạng được đặt lại định kỳ, với mỗi lần đặt lại được gọi là một "mùa giải" cạnh tranh. Mỗi mùa giải kéo dài khoảng 3–4 tháng, với các giải thưởng mùa giải được trao cho người chơi theo cấp độ cao nhất đạt được. Mỗi mùa có 2 trang phục cần trả để nhận giải thưởng VIP. Điểm mùa giải trong cổng mùa giải sẽ cấp cho người chơi xu mùa (mua rương hoặc chip trang phục, chỉ sử dụng được trong một mùa giải), rương trang phục miễn phí, kim cương và các hiệu ứng đặc biệt khác có trong trò chơi. Thứ hạng đạt được vào cuối mùa giải cũng được dùng để tính thứ hạng xuất phát cho mùa giải tiếp theo. Thứ hạng sẽ giảm tùy thuộc vào số sao họ có.

#### Battle of Changping (3v3)
Các quy tắc cơ bản tương tự như các chế độ chơi khác, với tổng cộng 6 người chơi (3 người trong mỗi đội). Tuy nhiên, không giống như các chế độ chơi 5v5 khác, chỉ có một làn đường đến căn cứ của kẻ thù, với hai khu vực hoang dã ở mỗi bên. Đội có hai tháp phòng thủ, khác với ba tháp trong chế độ 5v5 thông thường. Điều kiện chiến thắng giống như chế độ chơi 5v5 thông thường.

#### Mo Zi's Lane of Gear (1v1)
Đây là chế độ đấu đơn chỉ có 2 người chơi đối đầu với nhau. Trong chế độ này, chỉ có một pháo tháp phòng thủ và không có vùng hoang dã nào ngoại trừ River Soul. Người chơi chỉ cần phá hủy một pháo tháp của đối thủ để giành chiến thắng.

### Chế độ giải trí
Trong phần này, có nhiều chế độ chơi chứa các lợi ích và lối chơi thú vị.

#### Infinite Brawl (5v5)
Luật chơi cơ bản tương tự như Valley of Kings, tuy nhiên chế độ chơi này có nhịp độ nhanh hơn. Tháp phòng thủ có lượng máu thấp hơn và lính đi đường di chuyển nhanh hơn. Mọi tướng đều bắt đầu ở cấp 2 và có thể nhận được vàng và lên cấp nhanh hơn. Thời gian cho chế độ này trung bình là mười phút. Có một số lợi ích được tạo ngẫu nhiên cứ sau hai phút, bao gồm thời gian hồi chiêu của các kỹ năng được rút ngắn 40%, sát thương của các kỹ năng tăng thêm 30%, khả năng di chuyển của tướng tăng 150 điểm, tốc độ tấn công của tháp pháo giảm đi 50%.
Các kỹ năng bổ sung bao gồm móc câu có thể kéo đối thủ sang một bên và khả năng tàng hình, bị loại bỏ khi người chơi chiến đấu hoặc đến gần đối thủ. Chế độ chơi này yêu cầu người chơi phải điều chỉnh cách chơi theo một số lợi ích để giành chiến thắng.

#### Dreamland Clash (5v5)
Trong chế độ này, hệ thống sẽ chọn ngẫu nhiên các tướng. Người chơi có thể sử dụng kim cương để đổi một tướng khác ngẫu nhiên, đưa tướng chưa được chọn vào nhóm lựa chọn mà đồng đội của họ có thể chọn. Nếu người chơi rời khỏi điểm xuất phát, sẽ không được phép mua trang bị cho đến khi hồi sinh lại. Đấu trường chỉ có một làn đường giữa và một con đường có thể tạo ra khả năng hồi máu hoặc hỗ trợ. Theo thời gian, con đường sẽ sụp đổ và sẽ chỉ có một làn đường chính để chiến đấu. Các lính đi đường cũng hơi khác một chút. Một số lính có dấu hiệu hồi máu. Nếu lính bị giết bởi một tướng sẽ rơi ra một vật chữa trị. khi người chơi phá hủy pháo tháp thứ hai của đối thủ, các lính đặc biệt sẽ xuất trận với nhiều sát thương tấn công hơn.

#### King Chess (8 người chơi)
Trong chế độ này, có tổng cộng 8 người chơi. Mỗi lượt, người chơi được đưa ra năm lá bài ngẫu nhiên đại diện cho các tướng khác nhau, người chơi có thể trả vàng để mua các tướng và đặt chúng lên bàn cờ của riêng mình. Những tướng mạnh hơn sẽ tốn nhiều vàng hơn. Mỗi tướng bắt đầu với một ngôi sao và ba tướng giống nhau sẽ tăng cấp cho tướng này hai sao. Cấp sao tối đa là ba. Sau khi mỗi người chơi đặt các tướng của họ lên bàn cờ, sẽ có những trận chiến giữa hai người chơi, với người chơi bị đánh bại sẽ mất điểm máu. Các trận chiến thay phiên nhau cho đến khi người chơi cuối cùng đứng vững. Hệ thống xếp hạng tương tự như chế độ xếp hạng ở 5v5.

#### Fiery Mountain Battle (5v5)
Đấu trường này có hình tròn và được chia thành 3 làn chính (trên, giữa và dưới). Mỗi người chơi sẽ xuất hiện ngẫu nhiên ở vị trí A hoặc B. Mỗi người chơi bắt đầu với 800 vàng ban đầu, cấp 2 và khả năng cầu lửa bổ sung. Vị trí 1, 2 và 3 sẽ sinh ra các sinh vật rừng. Bên ngoài mỗi làn đường chứa đầy dung nham sẽ khiến người chơi mất điểm máu và giảm tốc độ di chuyển. Mỗi trận đấu có thời gian giới hạn là mười phút trong khi đội đầu tiên đạt được 30 điểm hạ gục trước sẽ giành chiến thắng.
Khả năng bổ sung của quả cầu lửa không gây sát thương mà có tác dụng đẩy lùi. Chế độ này có ba loại lợi ích ngẫu nhiên, bao gồm 30 giây hiệu ứng không cần điều khiển, tăng tốc độ di chuyển và tăng tốc độ hồi chiêu thêm 40%. Thời gian hồi sinh của mỗi người chơi là 15 giây và người chơi được hồi sinh sẽ được đặt ngẫu nhiên trong đấu trường.

#### Clone Fight (5v5)
Clone Fight mở từ Thứ Sáu đến Chủ Nhật hàng tuần. Một số tướng sẽ bị cấm để chế độ này được công bằng. Luật chơi cơ bản tương tự như ở Rift of Kings, tuy nhiên, giai đoạn lựa chọn tướng lại khác. Trong mỗi ván đấu, năm người chơi sẽ bầu chọn tướng, trong đó tướng có nhiều phiếu bầu nhất là người được cả đội sử dụng cho toàn bộ ván đấu. Nếu cùng số phiếu, hệ thống sẽ chọn ngẫu nhiên một tướng. Hai bên cũng có thể sử dụng cùng một tướng.

#### Chế độ đặc biệt
Một số chế độ hiếm khi xuất hiện trong các chế độ giải trí như Awakening Brawl, Snow Race Track. Các chế độ này chỉ mở trong những ngày đặc biệt, 55 Gaming Day hoặc Thế vận hội Mùa đông 2022.

## Tướng
Người chơi có thể lựa chọn giữa nhiều loại anh hùng, mỗi loại có khả năng đặc biệt, giao diện đẹp và cốt truyện. Tổng cộng có 125 tướng, thường được phân loại thành Đỡ đòn, Đấu sĩ, Sát thủ, Pháp sư, Xạ thủ hoặc Trợ thủ. Một số tướng có nguồn gốc từ câu chuyện thần thoại của Trung Quốc (như Bàn Cổ), trong khi những tướng khác là những nhân vật nổi tiếng trong lịch sử Trung Quốc (như Quan Vũ). Trò chơi cũng có những tướng riêng (như Lỗ Ban số 7) dựa trên câu chuyện gốc của tướng đó.
Khi điều khiển tướng, người chơi có thể nghe những câu trích dẫn nổi tiếng thể hiện tính cách của nhân vật.(tr237) Nhiều tác phẩm trong số này được trích đoạn hoặc chuyển thể từ thơ cổ điển hoặc phim ảnh nổi tiếng.(tr237)
Trong Arena of Valor, hầu hết các tướng của Trung Quốc đều được thay thế bằng các tướng của Mỹ và Nhật Bản, bao gồm Batman, The Flash và Jinnar.(tr242) Những nhân vật dễ nhận biết hơn vẫn còn như Tôn Ngộ Không được thiết kế lại về mặt hình ảnh để phù hợp với khán giả phương Tây.(tr242) Hiện tại, có 3 tướng Arena of Valor (Allain, Ata, Butterfly) đã được chuyển đến máy chủ quốc tế của Vương Giả Vinh Diệu, trong đó Allain cũng được chuyển đến máy chủ Trung Quốc. Ngoài ra, Ata thay thế Chư Bát Giới khỏi máy chủ Trung Quốc để tránh bị xúc phạm với việc miêu tả các nhân vật lợn trong trò chơi điện tử.

## Hợp tác và thích nghi

### SNK
Vào năm 2019, Timi L1 Studio đã hợp tác với công ty trò chơi điện tử Nhật Bản SNK để giới thiệu Mai Shiranui từ loạt trò chơi Fatal Fury và The King of Fighters, và Charlotte, Ukyo Tachibana, Nakoruru và Haohmaru từ loạt trò chơi Samurai Shodown với tư cách là nhân vật khách mời trong Vương Giả Vinh Diệu. Tương tự, Gongsun Li, một nhân vật từ Vương Giả Vinh Diệu cũng xuất hiện với tư cách là nhân vật khách mời có thể chơi được trong Samurai Shodown (2019).
Vương Giả Vinh Diệu lại tiếp tục hợp tác trong trò chơi Metal Slug: Awakening, với Alessio, Sun Shangxiang và Marco Polo là những nhân vật khách mời hiện tại của HoK, cùng với Violet của Arena of Valor.

### Messi
Năm 2018, studio đã ký hợp đồng với Lionel Messi để bổ sung trang phục Messi mới cho tướng Pei vào ngày khai mạc Giải vô địch bóng đá thế giới 2018. Trang phục hiếm này (王者荣耀裴擒虎梅西皮肤) mỗi năm chỉ được bán trong một vài ngày.

### Chú thuật hồi chiến
Ngay sau Giải vô địch thế giới Vương Giả Vinh Diệu 2024, trò chơi đã hợp tác với Chú thuật hồi chiến, một loạt phim hoạt hình dựa trên bộ truyện tranh của Gege Akutami. Sự kiện hợp tác này có sự góp mặt của Biron trong vai Yuji Itadori, Gia Cát Lượng trong vai Satoru Gojo và Già La trong vai Gloweast. Đến ngày 17 tháng 2 năm 2025 còn  có thêm sự góp mặt của Tôn Thượng Hương trong vai Nobara Kugisaki, Tư Mã Ý trong vai Megumi Fushiguro và Quỷ Cốc Tử trong vai Cathy. Sự kiện này cũng cung cấp hình đại diện và nhãn dán tương tác cho người dùng.

### Secret Level
Vào tháng 8 năm 2024, trò chơi được tiết lộ sẽ xuất hiện trong Secret Level, một loạt phim tuyển tập về trò chơi điện tử trên Amazon Prime Video.

## Lịch sử
Sau khi Tencent mua lại hoàn toàn Riot Games vào năm 2015, Tencent đã yêu cầu họ tạo một phiên bản di động cho Liên Minh Huyền Thoại, vì các trò chơi đấu trường trận chiến trực tuyến nhiều người chơi rất hiếm trên thiết bị di động vào thời điểm đó, trong đó Vainglory của Super Evil Megacorp (đuọc thành lập bởi các nhân viên cũ của Riot Games) là trò chơi đáng chú ý duy nhất. Tencent muốn nắm bắt cơ hội để thống trị thị trường di động chưa được khai thác.
Tuy nhiên, Riot Games đã từ chối do trò chơi di động thường không được coi là nền tảng cho các trò chơi mang tính cạnh tranh và tuyên bố rằng lối chơi của Liên Minh Huyền Thoại không thể được sao chép trên điện thoại thông minh. Dù vậy, Tencent vẫn quyết tâm tung ra một game MOBA trên di động. Bất chấp sự từ chối, các studio phát triển trò chơi điện tử Lightspeed & Quantum Studios và TiMi Studios (cả hai đều thuộc sở hữu của Tencent) đã chạy đua để phát triển một trò chơi MOBA phù hợp với dự luật, dẫn đến một cuộc cạnh tranh nội bộ.
We MOBA của Lightspeed & Quantum và League of Kings của TiMi (tạm dịch từ 王者联盟/Wángzhě Liánméng) được ra mắt cùng ngày, 18 tháng 8 năm 2015. Một tháng sau, We MOBA đã trở thành trò chơi di động được tải xuống nhiều thứ ba trên iOS của Apple trên toàn thế giới, theo công ty phân tích ứng dụng App Annie, trong khi League of Kings tụt lại rất xa. League of Kings đã bị gỡ xuống để đại tu và sau đó được ra mắt lại vào tháng 10 năm 2015. TiMi Studios đã sử dụng Liên Minh Huyền Thoại làm mô hình cơ sở để đại tu League of Kings, do đó cả hai trò chơi có nhiều điểm tương đồng. League of Kings cũng triển khai chế độ chơi 5v5 do trò chơi trước đây có khả năng tiếp nhận kém với khái niệm 3v3. Lần này, League of Kings đã vượt qua We MOBA và giành chiến thắng trong cuộc thi nội bộ. Sau đó, Tencent đã đầu tư thêm nguồn lực vào League of Kings để đảm bảo thành công của nó.
Tuy nhiên, Riot Games cho rằng thiết kế nhân vật và kỹ năng trong League of Kings đã "rõ ràng đã sao chép tài sản trí tuệ của Liên Minh Huyền Thoại sau khi họ phát hiện ra cách trò chơi được sản xuất và được cho là đã nêu những lo ngại này với Tencent. Tencent trả lời rằng họ sẽ thay đổi trò chơi của riêng mình đủ để bán dưới dạng một sản phẩm độc lập không liên quan đến Liên Minh Huyền Thoại. Mặc dù vậy, League of Kings đã trở nên phổ biến rộng rãi ở Trung Quốc vào thời điểm này do trò chơi được quảng cáo là "phiên bản di động của Liên Minh Huyền Thoại" thông qua mạng xã hội và tiếp thị truyền miệng.
Tencent thấy rằng đã quá muộn để thực hiện những thay đổi lớn đối với trò chơi nên họ đã đổi tên League of Kings (王者联盟/Wángzhě Liánméng) thành Honor of Kings (王者荣耀/Wángzhě Róngyào) vào ngày 26 tháng 11 năm 2015 (trong đó ngày được ghi là được đánh dấu là ngày phát hành chính thức) và nó chỉ trải qua những thay đổi cần thiết. Việc phát hành quốc tế của Honor of Kings đã bị hủy và trò chơi sẽ có một phiên bản song sinh phương Tây dành cho các thị trường bên ngoài Trung Quốc đại lục đã được đổi tên thương hiệu và có các nội dung khác nhau, dẫn đến việc tạo ra Arena of Valor, cũng đóng vai trò là phản ứng đối với các khiếu nại của Riot Games về "khả năng vi phạm quyền sở hữu trí tuệ".
Arena of Valor được cho là đã gây ra mối quan hệ kinh doanh dần dần căng thẳng giữa Riot Games và Tencent, và mối quan hệ giữa hai bên càng trở nên căng thẳng hơn khi Tencent sử dụng những người chơi Liên Minh Huyền Thoại nổi tiếng để quảng bá Arena of Valor và các giải đấu thể thao điện tử của nó. Các khiếu nại của Riot Games đã khởi xướng việc đóng băng hoạt động tiếp thị cho Arena of Valor trong hai tháng và yêu cầu Riot Games sẽ được cung cấp tùy chọn xem xét tất cả các kế hoạch tiếp thị, bao gồm cả quyền phủ quyết đối với việc sử dụng những người chơi nổi tiếng được chọn. Tuy nhiên, Riot Games ngụ ý rằng mối quan hệ của họ với Tencent vẫn bền chặt và xung đột giữa họ và trò chơi của họ chỉ là "một bước ngoặt trên con đường".
Riot Games cuối cùng đã thừa nhận tiềm năng của thị trường di động đối với thể loại MOBA và đồng ý phát triển một phiên bản di động cho Liên Minh Huyền Thoại. Tencent sau đó đã tạm thời rút lại kế hoạch tiếp thị cho Arena of Valor ở châu Âu và Bắc Mỹ trong năm 2019, nhường chỗ cho thông báo của Riot Games vài tháng sau đó. Riot Games đã công bố trò chơi MOBA di động của riêng họ, Liên Minh Huyền Thoại: Tốc Chiến vào ngày 16 tháng 10 năm 2019, nhân kỷ niệm 10 năm thương hiệu League of Legends.
Đến cuối tháng 5 năm 2017, 54% người chơi trò chơi này là nữ; một sự khác biệt đáng kể so với xu hướng chung của thể thao điện tử.(tr236)
Ngoài ra, sự thành công của thể loại MOBA trên thiết bị di động đã truyền cảm hứng cho việc tạo ra Pokémon Unite, một trò chơi spin-off về Pokémon được TiMi Studio phát triển hợp tác với The Pokémon Company.

## Thể thao điện tử

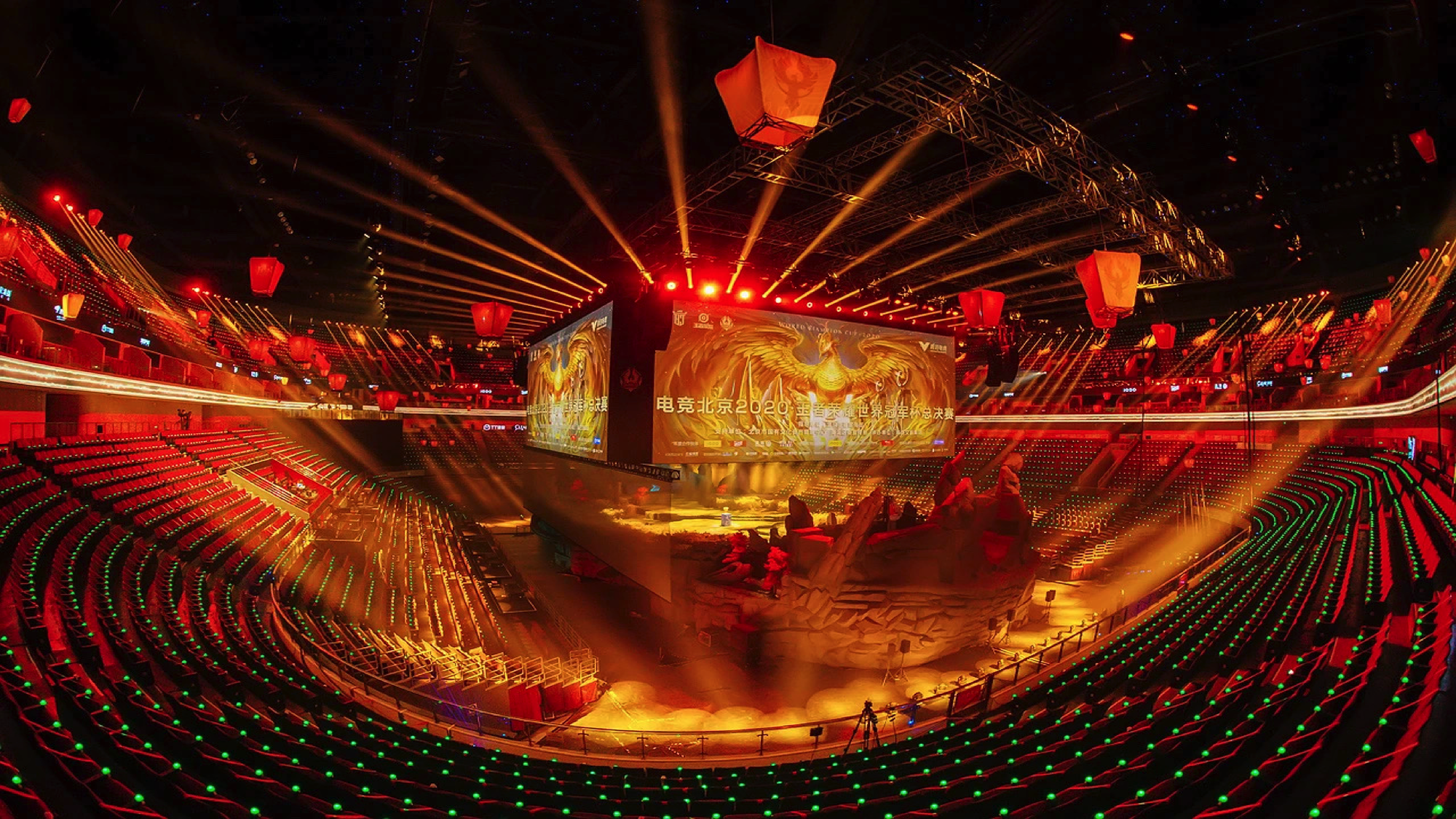
Honor of Kings World Champion Cup 2020

Vương Giả Vinh Diệu là một trong những bộ môn thể thao điện tử phổ biến nhất tại quê nhà Trung Quốc. Champion Cup được giới thiệu vào năm 2016 ngay sau khi trò chơi ra mắt và trở thành sự kiện thường niên, sau đó được đổi tên thành World Champion Cup. Giải đấu này được coi là tương đương với Giải vô địch thế giới Liên Minh Huyền Thoại. King Pro League (KPL), một giải đấu chuyên nghiệp dành cho Vương Giả Vinh Diệu đã được ra mắt vào cuối năm đó tại Trung Quốc. Trong khi World Champion Cup thu hút các đội từ các quốc gia khác, hầu hết những người tham gia đều là người Trung Quốc, cùng với một số đội từ Hàn Quốc, những đội có giải đấu riêng mang tên Korea King Pro League (KRKPL); điều này chủ yếu là do Arena of Valor và bối cảnh thể thao điện tử riêng biệt của họ ở Đông Nam Á, Châu Âu và Châu Mỹ.
Vào tháng 8 năm 2021, Honor of Kings và Arena of Valor đã công bố "sự hội tụ của thể thao điện tử", với các đội từ cả hai tựa game sẽ cạnh tranh trong sự kiện vô địch thế giới thống nhất của riêng họ. Giải đấu này sẽ trở thành Giải vô địch quốc tế Vương Giả Vinh Diệu (Honor of Kings International Championship - KIC), diễn ra vào năm 2022 và 2023. Trong cả hai giải đấu, các đội KPL từ Trung Quốc đã thống trị các giải đấu quốc tế của họ, với chỉ một đội từ bên ngoài KPL lọt vào vòng loại trực tiếp trong Giải vô địch quốc tế năm 2023, khi KPL cử bảy đội thay vì 8 đội. Brasil cũng sẽ phát triển giải đấu chuyên nghiệp đầu tiên cho trò chơi này bên ngoài Trung Quốc, được gọi là Campeonato de Honor of Kings Brasil (CHOKBR).
Khi "Vương Giả Vinh Diệu" mở rộng ra quốc tế, các đội của "Arena of Valor" còn lại từ Đài Loan, Thái Lan và Việt Nam đã rút khỏi hệ sinh thái của trò chơi vào năm 2024. Trong năm đó, trò chơi sử dụng thể thức "Invitational Series" bên ngoài Trung Quốc, cũng trùng với lần đầu tiên tựa game này xuất hiện tại Esports World Cup ở Ả Rập Xê Út. Thay vào đó, các đội KPL sẽ tự tổ chức giải đấu cuối mùa của riêng mình, tương tự như Champion Cup trước đây, được gọi là Chung kết KPL.
Vào năm 2025, Vương Giả Vinh Diệu sẽ khởi động thêm các giải đấu chuyên nghiệp bên ngoài Trung Quốc, gồm: Philippines Kings League (PKL), MY Honor of Kings League (MKL), Indonesia Kings Laga (IKL), Wildcard Kings Series (WKS, dành cho các đội ở Đông Nam Á bên ngoài Philippines, Malaysia và Indonesia), Honor of Kings Major West League (KMW, dành cho các đội ở Châu Âu, Bắc Mỹ và Mỹ Latinh) và Honor of Kings Major East League (KME, dành cho các đội ở Trung Đông và Bắc Phi, Nam Á, Hàn Quốc và Nhật Bản).

## Mô hình doanh thu
Năm 2016, trò chơi có hơn 50 triệu người dùng hoạt động hàng ngày và hơn 200 triệu người dùng đã đăng ký. Trò chơi đã thu về 10,4 tỷ Yên (1,61 tỷ đô la Mỹ) trong quý cuối năm 2016. Vào tháng 11 năm 2016, Vương Giả vinh Diệu đứng đầu lễ hội giải trí toàn Trung Quốc 2016 "Danh sách giá trị chỉ số IP Trung Quốc – danh sách trò chơi top 10". Vào tháng 5 năm 2017, trở thành trò chơi di động có doanh thu cao nhất thế giới. Nó có 160 triệu người dùng hoạt động hàng tháng. Vào tháng 5 năm 2017, nghệ sĩ Lộc Hàm được bầu làm đại sứ của trò chơi. Trong tháng 2 năm 2019, trò chơi đã thu về 1 tỷ đô la Mỹ. Vào năm 2020, trò chơi đã thu về hơn 2,45 tỷ đô la Mỹ, trở thành trò chơi có thu nhập cao nhất trong năm.
Vương Giả Vinh Diệu đã đóng góp khoảng 50% doanh thu trò chơi di động của Tencent trong năm 2017 và đạt tổng doanh thu khoảng 3 tỷ yên vào tháng 4 năm 2017 (435 tỷ đô la Mỹ). Tháng 6 năm 2017, APP Annie báo cáo rằng Vương Giả Vinh Diệu là trò chơi di động (không bao gồm trò chơi Android) số 1 thế giới về thu nhập tạo ra, với doanh thu quý đầu tiên của trò chơi đạt 1,76 tỷ đô la Mỹ. Một trang phục tướng của Triệu Vân cũng được bán với giá 22 triệu USD trong một ngày. Vào thời điểm đó, Tencent báo cáo có 200 triệu người dùng đã đăng ký với 50 triệu người dùng hoạt động hàng ngày. Trò chơi còn thu về 911 triệu đô la Mỹ trong quý 2 năm 2017. Từ quý cuối năm 2016 đến quý 2 năm 2017, trò chơi đã thu về 4,281 tỷ đô la Mỹ.
Để hưởng ứng ngày quốc tang được Trung Quốc ấn định vào ngày 4 tháng 4 năm 2020 dành cho những người đã hy sinh hoặc qua đời vì đại dịch COVID-19, tất cả các trò chơi của Tencent đã thông báo tạm dừng dịch vụ trong 24 giờ, bao gồm cả Vương Giả vinh Diệu.

## Âm nhạc
Âm nhạc trong trò chơi được sáng tác bởi Hans Zimmer, Jeff Broadbent, Lorne Balfe và Duncan Watt, và được trình diễn và thu âm bởi dàn nhạc The Chamber Orchestra of London tại Abbey Road Studios, Luân Đôn.
Một album âm nhạc đã được phát hành vào ngày 28 tháng 10 năm 2015. Nhạc nền mở rộng được phát hành vào năm thứ hai bao gồm mọi nhạc nền sự kiện đặc biệt kể từ khi trò chơi phát hành. Nhiều nhà soạn nhạc đã cộng tác trong album, bao gồm Howard Shore, Thomas Parisch và Marcin Przybylowicz.
Nhạc chủ đề Năm 3 và 4 được sáng tác bởi Neal Acree. Âm nhạc bổ sung được cung cấp bởi Matthew Carl Earl, Obadiah Brown-Beach và Angela Little.
Vào ngày 25 tháng 1 năm 2020, Unisonar lần đầu tiên công bố điểm số của trò chơi trên phạm vi quốc tế. Các nhà sản xuất điều hành của bản nhạc là Sam Yang và Cheney Wu, với sự điều phối của Channel Chen, Vivita Zheng và Thomas Parisch sản xuất, và Hongfei Zhao làm giám đốc âm nhạc. Album Honor of Kings Original Game Soundtrack, Vol. 1, gồm 16 bài gốc và được sản xuất bởi TiMi Audio.
Vào ngày 9 tháng 8 năm 2024, Vương Giả Vinh Diệu (Bộ sưu tập nhạc nền trò chơi gốc năm 2024) đã được phát hành trên các nền tảng phát trực tuyến để chào mừng sự ra mắt toàn cầu, với sự góp mặt của các nhà soạn nhạc Laurent Courbier, Dmitrii Miachin, Ting Si Hao, và Jing Zhang.

## Tranh cãi
Vào tháng 3 năm 2017, Vương Giả Vinh Diệu đã bị tờ Quang Minh nhật báo chỉ trích vì bóp méo lịch sử Trung Quốc.(tr237) Tờ Quang Minh nhật báo đã viết rằng các nhân vật trong trò chơi không phù hợp với các câu chuyện lịch sử và các câu chuyện thần thoại truyền thống, và điều đó ngăn cản thanh thiếu niên hình thành quan điểm lịch sử đích thực.(tr237) Tờ Nhân Dân nhật báo đã đăng lại những lời chỉ trích này, bao gồm cả trên tài khoản WeChat và trên Weibo.(tr237)
Những lời chỉ trích của các tờ Quang Minh nhật báo và Nhân Dân nhật báo cũng gây ra những phản ứng trái chiều trong truyền thông Trung Quốc.(tr237) Tờ China Daily viết rằng một số thơ Trung Quốc cổ xuất hiện trong Vương Giả Vinh Diệu đã trở nên phổ biến.(tr237) Tờ 21st Century Business Business Reviewer viết rằng bằng cách viết lại những câu chuyện truyền thống theo phong cách hiện đại, Vương Giả Vinh Diệu đã làm phong phú thêm nền văn hóa dân tộc.(tr237)
Vào tháng 4 năm 2017, Tencent đã phản hồi bằng cách thêm phần giới thiệu về các nhân vật được chuyển thể từ lịch sử và thần thoại Trung Quốc. (tr238) Họ tìm cách phân biệt giữa các câu chuyện lịch sử và hư cấu về các nhân vật.(tr238) Vương Giả Vinh Diệu tìm cách phân biệt giữa các câu chuyện lịch sử và hư cấu về các nhân vật.(tr238)
Tờ Nhật báo Thanh niên Trung Quốc mô tả trò chơi này là "thuốc phiện kỹ thuật số" và ghi nhận một số trường hợp nghiện trò chơi điện tử liên quan đến Vương Giả Vinh Diệu.(tr238) Tại Hàng Châu, một giáo viên trung học đã viết một bài báo được phát tán rộng rãi kêu gọi cấm trò chơi này, cho rằng nó có tác động tiêu cực đến sức khỏe tâm thần của thanh thiếu niên.(tr238) Ngay sau đó, một cậu bé 13 tuổi ở Hàng Châu đã nhảy lầu tự tử từ tòa nhà vì cha cậu không cho cậu chơi Vương Giả Vinh Diệu và tờ Qianjiang Evening News đã kêu gọi cấm trò chơi này.(tr238) Tờ Southern Metropolis Daily đưa tin rằng Vương Giả Vinh Diệu đã không thực hiện hệ thống quốc gia nhằm bảo vệ thanh thiếu niên khỏi tình trạng nghiện trò chơi điện tử.(tr239-239)
Vào ngày 3 tháng 7 và ngày 4 tháng 7, tờ Nhân dân nhật báo đã xuất bản một cặp bài viết chỉ trích.(tr239) Vào ngày 4 tháng 7 năm 2017, có thông tin cho biết công ty chủ quản trò chơi Tencent đã phải chịu khoản lỗ 14 tỷ đô la, tương đương 4,1% trên Sàn giao dịch chứng khoán Hồng Kông sau khi Nhân dân Nhật báo chỉ trích Vương Giả Vinh Diệu là một "chất độc" đối với giới trẻ, gọi nội dung của trò chơi là "một sự thay đổi về giá trị và quan điểm lịch sử" và gây nghiện. Variety gọi hai bài viết chỉ trích này là "minh chứng cho sức mạnh của bộ máy tuyên truyền và truyền thông nhà nước Trung Quốc". Vào ngày 4 tháng 7, Vương Giả Vinh Diệu đã thực hiện các biện pháp nhằm giảm thời gian chơi của thanh thiếu niên.(tr239) Vương Giả Vinh Diệu bắt đầu giới hạn trẻ em dưới 12 tuổi chỉ được chơi một giờ mỗi ngày, với lệnh hạn chế bổ sung là không được chơi sau 9 giờ tối. Trẻ em từ 12 đến 17 tuổi bị giới hạn hai giờ mỗi ngày. Người ta tin rằng mối lo ngại ngày càng tăng về thói quen chơi game quá mức ở trẻ em đã khiến Tencent tự áp đặt những hạn chế này. Nhà sản xuất Vương Giả Vinh Diệu, Lin Min tuyên bố trực tuyến rằng thiết kế của trò chơi "hoàn toàn tuân thủ các yêu cầu của chính phủ" và lập luận rằng "giống như các hình thức giải trí khác, trò chơi có thể là một phần [không gây nghiện] trong cuộc sống thường ngày của chúng ta".
Sau những thay đổi này trong Vương Giả Vinh Diệu, cuộc tranh luận của công chúng và truyền thông về chứng nghiện trò chơi điện tử đã chuyển sang tranh luận về vai trò của gia đình, nhà trường, giáo dục và các yếu tố khác.(tr239) Giá trị cổ phiếu của Tencent tăng ngay sau đó.(tr239)
Vào ngày 31 tháng 10 năm 2021, Vương Giả Vinh Diệu đã cập nhật hệ thống ngăn chặn tình trạng nghiện ngập ở trẻ vị thành niên theo yêu cầu của Cơ quan Quản lý Xuất bản và Báo chí Quốc gia. Theo những thay đổi mới, trẻ vị thành niên chỉ có thể đăng nhập vào trò chơi từ 20:00 đến 21:00 vào thứ Sáu, thứ Bảy, Chủ Nhật và các ngày lễ. Mặc dù hệ thống chống nghiện là một tính năng thành công, nhưng đã làm giảm phần nào doanh thu kinh tế của Vương Giả Vinh Diệu.
Vào năm 2022, For All Time, trò chơi di động do NetEase phát hành đã cáo buộc Vương Giả Vinh Diệu sao chép nội dung nghệ thuật. Đến năm 2024, trò chơi di động Onmyoji, cũng do NetEase phát hành, đã đăng một bức thư từ văn phòng luật sư của họ, cảnh báo Vương Giả Vinh Diệu về việc ngoại hình mới của nhân vật Lý Bạch và Đại Tư Mệnh vi phạm bản quyền và cạnh tranh không lành mạnh. Tencent đã mạnh mẽ phủ nhận cả hai cáo buộc này.